# Dumești, Vaslui
Dumesti là một xã thuộc hạt Vaslui, România. Dân số thời điểm năm 2002 là 3644 người.